# Otto Weddigen
Otto Weddigen est un commandant de sous-marin allemand de la Première Guerre mondiale, né le 15 septembre 1882 à Herford dans l'Empire allemand et mort au combat le 18 mars 1915 en mer du Nord.

## Biographie
Otto Weddigen est le onzième et plus jeune enfant d'un fabricant de lin. Après un an à l'école municipale de la Wilhelmsplatz (de), Weddigen étudie de 1890 à 1901 au lycée Frédéric (de) dans sa ville natale de Herford, pour ensuite s'engager dans la marine impériale comme élève officier.
Weddigen prend le commandement d'un des premiers sous-marins allemands, le U-9, en 1910.
Durant l’action du 22 septembre 1914, en patrouille dans la mer du Nord, le U-9 coule en moins d'une heure trois croiseurs britanniques, les HMS Aboukir, HMS Cressy, et HMS Hogue.
Il en coule un quatrième, le HMS Hawke, le 15 octobre 1914.
Weddigen trouve la mort le 18 mars 1915 en mer du Nord à bord de son U-29 après avoir été éperonné par le HMS Dreadnought.

## Décorations
Otto Weddigen a reçu la croix de fer pour les faits du 22 septembre 1914.
Il a été décoré de l'ordre Pour le Mérite à titre posthume.